# Haplochromis xanthopteryx
Haplochromis xanthopteryx är en fiskart som först beskrevs av Ole Seehausen och Bouton, 1998.  Haplochromis xanthopteryx ingår i släktet Haplochromis och familjen Cichlidae. IUCN kategoriserar arten globalt som sårbar. Inga underarter finns listade i Catalogue of Life.